# Rebulit
Rebulit е вторият и последен студиен албум на американската група Гърлишъс издаден през ноември 2010. Албумът заема 86 място в канадската класация за албуми. От албума са издадени общо 3 сингъла Over You, Maniac и 2 in the Morning.

## Списък с песните

### Оригинално издание
1. „Face the Light“ – 3:51
2. „Maniac“ – 3:14
3. „Grinding“ – 3:41
4. „2 in the Morning“ – 3:16
5. „Unlearn Me“ – 3:54
6. „Wake Up“ – 3:28
7. „Sorry Mama (интро)“ – 1:44
8. „What My Mama Don't Know“ – 3:40
9. „Over You“ – 3:29
10. „Hate Love“ – 3:16

### Дигитално делукс издание
1. „Drank“ (.5 Mix) (със Spose)	– 3:36
2. „These Arms“ – 3:51
3. „Game Over“ – 2:53
4. „Maniac“ (Cajjmere Wray Mix) – 3:48
5. „Maniac“ (видеоклип) – 3:13